# Compañeros (película de 1936)
Compañeros es una película argentina en blanco y negro dirigida por Gerhard Huttula que se estrenó el 17 de abril de 1936 y que tuvo como protagonistas a Héctor Calcaño, María Esther Duckse, Nury Montsé y Pedro Quartucci.

## Sinopsis
Las hazañas de dos inmigrantes recién llegados a la Argentina.

## Reparto
- Hilario Bello
- Héctor Calcaño
- María Esther Duckse
- Juan Mangiante
- Nuri Montsé
- Pedro Quartucci
- Emilio Ricayo

## Comentario
La crónica del diario La Prensa indicó "aciertos técnicos...captación de imágenes expresivas...riqueza coordinante de su fondo musical...perfecta ejecución musical".